# Larsenaikia ochreata
Larsenaikia ochreata là một loài thực vật có hoa trong họ Thiến thảo. Loài này được (F.Muell.) Tirveng. mô tả khoa học đầu tiên năm 1993.